# Stokkøya
Stokkøya er en ø i Åfjord kommune i Trøndelag fylke i Norge. Øen har omtrent 250 indbyggere (2019) og et areal på 17 km². Højeste punkt er Kamman, 225 moh.
Stokkøya fik fastlandsforbindelse den 15. december 2000 via den 525 meter lange Stokkøybrua til 120 millioner kroner.
I efteråret  2001 blev skolen og børnehaven nedlagt  og børnene overført til skolen i Stokksund.
På vestsiden af Stokkøya ligger Hosnavika og Hosnasand, som med sin lange sandstrand og havtornekrat er blandt de bedste  strande på Fosen. Hosensand/Hosnasand landskapsvernområde  omfatter 4,2 hektar og blev etableret i 1987 for at beskytte det karakteristiske område med flyvesand og havtornekrat.

## Galleri
- Udsigt over øen
- Landsbyen Harsvika
- Landsbyen Harsvika
- Havnebygninger
- Solnedgang over Stokkøya
- Stokkøybroen

- Wikimedia Commons har flere filer relateret til Stokkøya